# Prêmio Memorial Alfred Stock
O Prêmio Memorial Alfred Stock (em alemão:  Alfred-Stock-Gedächtnispreis) é uma condecoração científica na área da química inorgânica, concedida desde 1950 pela Sociedade Alemã de Química, homenageando o químico alemão Alfred Stock.

## Laureados
- 1950 Egon Wiberg, Munique
- 1951 Walter Hieber, Munique
- 1952 Robert Schwarz, Aachen
- 1953 Josef Goubeau, Estugarda
- 1954 Harry Julius Emeléus, Cambridge
- 1955 Ulrich Hofmann, Darmstadt
- 1956 Hermann Irving Schlesinger, Chicago
- 1958 Rudolf Scholder, Karlsruhe
- 1959 Ernst Otto Fischer, Munique
- 1961 Margot Becke-Goehring, Heidelberg
- 1963 Friedrich Seel, Saarbrücken
- 1964 Werner Fischer, Hanôver
- 1967 Harald Schäfer, Münster
- 1970 Gerhard Fritz, Karlsruhe
- 1972 Max Schmidt, Würzburg
- 1974 Rudolf Hoppe, Gießen
- 1976 Heinrich Nöth, Munique
- 1979 Ulrich Wannagat, Braunschweig
- 1981 Hans Georg von Schnering, Stuttgart
- 1982 Hubert Schmidbaur, Munique
- 1983 Eugene George Rochow, Captiva
- 1986 Marianne Baudler, Köln
- 1988 Helmut Werner, Würzburg
- 1990 Herbert Walter Roesky, Göttingen
- 1992 Gottfried Huttner, Heidelberg
- 1994 Otto J. Scherer, Kaiserslautern
- 1996 Martin Jansen, Bonn
- 1998 Peter Paetzold, Aachen
- 2000 Achim Müller, Bielefeld
- 2002 Peter Jutzi, Bielefeld
- 2004 Hansgeorg Schnöckel, Karlsruhe
- 2006 Karl Otto Christe, Los Angeles
- 2008 Michael Lappert, Brighton
- 2010 Matthias Drieß, Berlim
- 2012 Werner Uhl, Münster
- 2014 Wolfgang Kaim, Stuttgart[1]
- 2016 Holger Braunschweig, Würzburg[2]